# Roberta de Matthaeis
Roberta de Matthaeis (Foggia, 2 gennaio 1978) è una conduttrice radiofonica e conduttrice televisiva italiana.

## Biografia
Muove i primi passi nel mondo radiofonico all'età di 17 anni, in una radio locale di Foggia, Radio Selenia Stereo. Dal 2001 al 2004 conduce il programma Movida nella tv locale TeleRadioErre.
Nel 2003 si laurea a Roma in Scienze politiche. Nell'estate 2005 inizia a lavorare per la trasmissione Rai Life in diretta al sabato da mezzanotte su Rai Uno e in simultanea su Isoradio, dove è inviata dai tavoli operativi, per dare notizie sul mondo della notte dei giovani. Nell'autunno 2006 conduce in diretta su Teleradioerre il programma sportivo della domenica Studio Stadio per poi approdare in estate su Telenorba con Battiti Beach, dalle spiagge del sud Italia. In autunno conduce Cinema e calcio dal 2007 comincia a presentare in diretta, eventi di musica, moda, costume, tra cui Miss Mondo Italia a Gallipoli, per tre edizioni, nel 2007, 2008 e 2010.
Nel 2009 ritorna su TeleRadioErre dove conduce Casa mia, contenitore pomeridiano di attualità con ospiti in studio.
Ad ottobre 2010 presenta il talk d'informazione Mezzogiorno sul Sette su Telenorba. Inizia nello stesso anno la conduzione radiofonica su Radionorba TV.
Dal 2010 al 2014 per cinque anni è alla conduzione di Battiti live, il palcoscenico musicale estivo in TV e Radio, intervistando cantanti internazionali e nazionali delle hit del momento.
Nel 2015 collabora con la start up televisiva albanese Agon Channel sul canale 33 del digitale terrestre dove lavora sia in redazione sia in veste di conduttrice in vari programmi (I Primi, Dica 33, Tg, Vetrine). A maggio è inviata per Expo 2015 dove approfondisce la realtà delle eccellenze italiane in cucina.
Nel 2016 conduce Gustibus, programma culturale e di approfondimento enogastronomico italiano di LA7.
Contemporaneamente durante l'impegno di Gustibus, nel 2017, diventa speaker di Dimensione Suono Soft (gruppo RDS).
Da gennaio 2019 diventa speaker di Radio Monte Carlo, la radio italiana del Principato di Monaco (gruppo RadioMediaset). A giugno è inviata al Salone dell’Automobile del Parco del Valentino di Torino. Nel dicembre 2019 presenta a Palazzo Madama, Roma, il Premio Laurentum.
Durante la notte di capodanno 2020 conduce Capodanno in musica in diretta radiofonica (gruppo RadioMediaset) e televisiva (Canale 5). A gennaio 2020, recita nel 4º episodio di "Baby" (terza stagione), serie-tv prodotta e distribuita da Netflix.
Dal 2019 al 2022 conduce nel weekend  una trasmissione radiofonica su Radio Monte Carlo.